# Тихий Володимир Вікторович
Володимир Вікторович Тихий (25 лютого 1970, Червоноград, Львівська область, УРСР) — український кінорежисер, сценарист та продюсер документальних та ігрових фільмів.
Один з творців кіномистецьких проєктів: «Мудаки. Арабески», «Україно, Goodbye!» та «Вавилон'13». Серед найвідоміших документальних повнометражних фільмів режисера — «Євромайдан. Чорновий монтаж» (2014), «Сильніше, ніж зброя» (2014) та «Бранці» (2016), серед найвідоміших ігрових повнометражних фільмів режисера — «Зелена кофта» (2013) та «Брама» (2017).
Член Національної Спілки кінематографістів України.

## Життєпис
Народився 25 лютого 1970 року у Червонограді Львівської області. Після закінчення школи Володимир вступив у 1987 році в Червоноградський гірничий технікум. У 1989 — 1991 роках служив у радянській армії у морській авіації, був дислокований в Білорусі.
Згодом, у 1992 році, вступив до Київського державного інституту театрального мистецтва імені Карпенка-Карого на режисерський факультет. Завершив навчання в 1997 році. Працював на телестудіях «Студія 1+1», «Данаприс-фільм», був режисером, досить відомої на той час, передачі «СВ-шоу» з Вєркою Сєрдючкою.
Свою кар'єру розпочав як режисер телефільмів та телесеріалів. Згодом змінив фокус на документалістику і, врешті-решт, остаточно перейшов до зйомок повнометражних художніх фільмів. У більшості стрічок є режисером та сценаристом власних фільмів. Винятком є фільм «Сьомий маршрут» (1997), де Тихий виступив лише як співавтор сценарію.
Один з творців кіномистецьких проєктів «Мудаки. Арабески», «Україно, Goodbye!» та «Вавилон'13». У 2018 році за цикл історико-документальних фільмів про Революцію гідності став одним з переможців Національної премії України імені Тараса Шевченка.

## Особисте життя
У 1996[уточнити] році одружився з однокурсницею Юлією Шашковою. Подружжя має двох дітей: доньку Аню (1996 р. н.) та сина Тимофія (2002 р. н.).

## Громадська позиція
Виступав на підтримку ув'язненого у Росії українського режисера Олега Сенцова.

## Фільмографія
Серед доробку Володимира Тихого є наступні стрічки:
Телефільми
- 2000: «Пісні забутого» (рос. «Песни забытого»), режисер-постановник
- 2007: «Доню моя» (рос. «Доченька моя»), режисер-постановник
- 2008: «Ґудзик» (рос. «Пуговица»), режисер-постановник
- 2008: «Таємничий острів»/ (рос. «Таинственный остров»), режисер-постановник

Телесеріали
- 2003—2004: 12-серійний серіал «Весела компанія» (рос. "Веселая компания"), режисер-постановник
- 2005—2005: 8-серійний серіал «Навіжена» (рос. "Сумасбродка"), режисер-постановник

Короткометражні фільми
- 1992: "Андерграунд", 5 хв., сценарист і режисер-постановник
- 1995: «Сокирра», 10 хв., сценарист і режисер-постановник
- 1995: «Федір Достоєвський», ? хв., сценарист і режисер-постановник
- 1996: «Дах», 6 хв., сценарист і режисер-постановник
- 1996: «Русолонька», 27 хв., сценарист і режисер-постановник
- 2009: Проєкт «Мудаки. Арабески»: «По дорозі» (також відомий як «Та це ж гімно!»), 5 хв., режисер
- 2009: Проєкт «Мудаки. Арабески»: «Пам'яті Пітера», 4 хв., режисер
- 2009: Проєкт «Мудаки. Арабески»: «Рекреації» (також відомий як «Рано-вранці»), 8 хв., режисер
- 2010: Проєкт «Мудаки. Арабески»: «Свєта», 7 хв., режисер
- 2010: Проєкт «Мудаки. Арабески»: «Інтро», 8 хв., режисер
- 2012: Проєкт «Україно, Goodbye!»: «Гамбурґ», 6 хв., режисер
- 2012: Проєкт «Україно, Goodbye!»: «Янгол смерті», 21 хв., режисер
- 2015: «Дідочок», 9 хв., сценарист і режисер

Документальні фільми
- 2013: Відкритий доступ, спів-режисер

- 2013: Документальний цикл історико-документальних фільмів «Вавилон'13», спів-режисер
  - 2014: Документальний повнометражний фільм «Євромайдан. Чорновий монтаж», спів-режисер
  - 2014: Документальний повнометражний фільм «Сильніше, ніж зброя», спів-режисер
  - 2014: Документальний цикл історико-документальних фільмів «Зима, що нас змінила», спів-режисер
  - 2014: Документальний повнометражний фільм «Наша Надія», режисер
  - 2014: Документальний короткометражний фільм «Після смерті», режисер
- 2016: Документальний повнометражний фільм «Бранці», режисер
- 2024: Документальний повнометражний фільм «Одного літа в Україні», режисер

Повнометражні фільми
- 2000: «Мийники автомобілів» (рос. «Мойщики автомобилей»), повнометражний художній фільм, драма, сценарист та режисер.
- 2013: «Зелена кофта», повнометражний художній фільм, трилер, режисер
- 2017: «Брама», повнометражний художній фільм, фантастика, режисер.
- 2019: «Наші Котики», повнометражний художній фільм, комедія, режисер.

## Нагороди
- 2015 рік — Спеціальна нагорода «За внесок у розвиток українського кіномистецтва» на 44 Київському міжнародному кінофестивалі «Молодість» за проєкт «Вавилон'13»[2];
- 2018 рік — Один з переможців Національної премії України імені Тараса Шевченка за цикл історико-документальних фільмів про Революцію гідності[7].